# Режим короткого замикання
Режи́м коро́ткого замика́ння в електротехніці — стан двополюсника, при якому його електричні виводи сполучені провідником з близьким до нульового електричним опором (тобто, іншими словами, з'єднані коротко).
Режим короткого замикання (кола або генератора) — робота у ненавантаженому стані, коли вихідна напруга дорівнює нулю, а вихідні затискачі коротко з'єднані.
Часто замість терміну «режим короткого замикання» використовується скорочення режим КЗ або просто КЗ.

## Застосування
Розгляд режиму короткого замикання застосовується при аналізі електричних кіл (дивись, наприклад, внутрішній опір або трансформатор). За допомогою дослідження режиму КЗ трансформатора можна визначити втрати корисної потужності на нагрівання проводів в колі трансформатора.

## Небезпека короткого замикання
Зазвичай, термін коротке замикання несе негативний зміст, оскільки для реальних пристроїв коротке замикання може бути небажаним чи навіть небезпечним. Коротке замикання може привести до виходу з ладу для більшості джерел електроживлення: силової мережі, електричних акумуляторів, блоків електроживлення, генераторів тощо.
При цьому струм при короткому замиканні може у десятки разів перевищити номінальний. Тому слід відрізняти режим короткого замикання від досліду короткого замикання.

## Дослідження режиму короткого замикання трансформатора

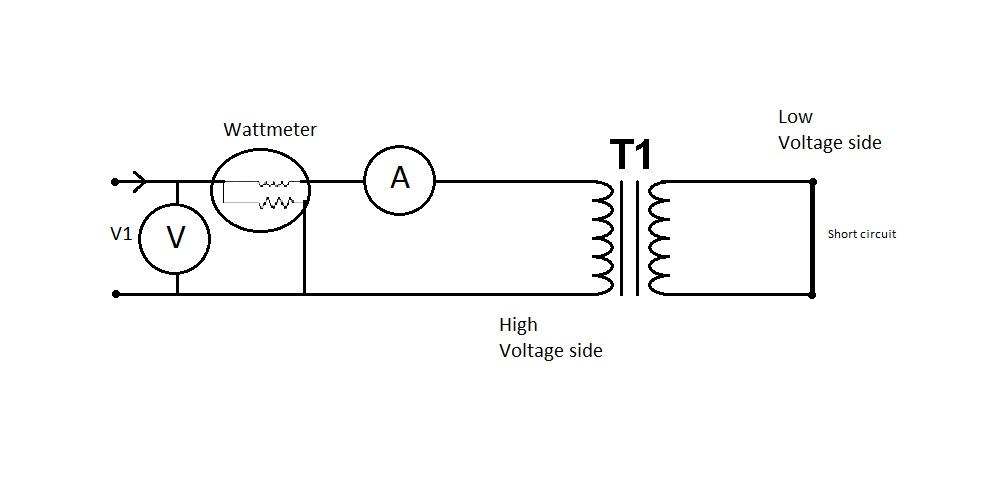
Електрична схема для дослідження режиму КЗ трансформатора

При дослідженні режиму короткого замикання, на первинну обмотку трансформатора подається змінна напруга невеликої величини, виводи вторинної обмотки закорочують. Величину напруги на вході встановлюють такою, щоб струм короткого замикання дорівнював номінальному (розрахунковому) струму трансформатора. У таких умовах величина напруги короткого замикання характеризує втрати в обмотках трансформатора, втрати на омічний опір. Потужність втрат можна обчислити помноживши напругу короткого замикання на струм короткого замикання.